# Hypochrysops halyaetus
Hypochrysops halyaetus är en fjärilsart som beskrevs av William Chapman Hewitson 1874. Hypochrysops halyaetus ingår i släktet Hypochrysops och familjen juvelvingar. Inga underarter finns listade i Catalogue of Life.